# Ann Arbor Polish Film Festival
Ann Arbor Polish Film Festival – festiwal filmowy organizowany przez Polish Cultural Fund-Ann Arbor we współpracy z Ann Arbor Polonia Association, Polskim Klubem na Uniwersytecie Michigan oraz Uniwersytetem Michigan.
Od swojego początku, w 1993 roku, Festiwal promuje polską kulturę poprzez udostępnienie publiczności współczesnego kina polskiego, w tym produkcji dokumentalnych i krótkometrażowych. Filmy te nie tylko stanowią komentarz na temat życia we współczesnej Polsce ale także prezentują wizje polskich artystów na temat problemów całego świata.
Oprócz pokazów filmowych, Festiwal gości wybitnych polskich filmowców i aktorów, takich jak np. Zbigniew Rybczyński (reżyser, Oscar dla najlepszego krótkometrażowego w 1983 roku), Andrzej Fidyk (dokumentalista, członek Europejskiej Akademii Filmowej), Marcel Łoziński (dokumentalista,nominacja do Oscara w 1994 roku), Cezary Pazura (potrójny laureat nagrody "Złota Kaczka" dla najlepszego polskiego aktora), i inni.
Festiwal Polskich Filmów w Ann Arbor stanowi ważny element życia kulturalnego w Ann Arbor. Każdego roku jest on wyczekiwany przez polskojęzyczną społeczność, studentów i profesorów Uniwersytetu Michigan, Wayne State University oraz innych uniwersytetów, którzy są zainteresowani polską kulturą oraz miłośników polskiego kina nie związanych z polską społecznością w Michigan ani ze środowiskiem uniwersyteckim.